# 让-保罗·科什
让-保罗·科什（法語：Jean-Paul Coche，1947年7月25日—），法国男子柔道运动员。他曾代表法国参加1972年和1976年夏季奥林匹克运动会柔道比赛，其中1972年奥运会获得一枚铜牌。